# Ottawan
Ottawan — французский диско-дуэт, ставший популярным в начале 1980-х годов. Наибольшую известность получили их хиты «D.I.S.C.O.» и «Hands Up (Give Me Your Heart)».

## История
Будущий солист группы «Ottawan» Пат (полное имя — Патрик Жан-Батист, фр. Patrick Jean-Baptiste, род. 6 апреля 1954 г.) после защиты диплома переехал в Париж с намерением развивать свою музыкальную карьеру. Устроившись работать в компанию Air France, Пат основал группу «Black Underground» и выступал с ней в парижских барах. Во время одного из этих выступлений на Пата обратил внимание музыкальный продюсер Даниэль Вангар, также известный по совместной работе с Далидой, Sheila B. & Devotion и The Gibson Brothers (и отец Томы Бангальтера, одного из участников Daft Punk). Вангар и Жан Клугер (композитор и продюсер) предложили Пату принять участие в новом музыкальном диско-проекте. В группу, которая на тот момент ещё не имела названия, была также приглашена танцовщица и вокалистка Аннетт Эльтис (род. 1 ноября 1958 г.).
Запись первого сингла под названием «D.I.S.C.O.» была произведена в октябре 1979 года в столице Канады, Оттаве (откуда и произошло название группы — из Оттавы). Сингл «D.I.S.C.O.» был выпущен в ноябре того же года на лейбле Carrere (на этом же лейбле впоследствии были выпущены все оригинальные синглы и альбомы группы). Первый релиз группы содержал одновременно две версии песни — на французском и английском языках. Он провёл во французской «десятке» 16 недель — с ноября 1979 по январь 1980, достигнув в декабре 1979 третьего места. Сингл также добился большого успеха и за пределами Франции: в Швейцарии он достиг пятого места, продержавшись в хит-парадах девять недель, в Австрии — четвёртого места (16 недель), в Нидерландах и Норвегии сингл вышел на первое место (12 и 20 недель в хит-парадах, соответственно). В мае 1980 года он входит в хит-парады Германии и держится там 22 недели, достигнув второй позиции. В сентябре 1980 года сингл «D.I.S.C.O.» попал в британские хит-парады и уже в октябре занял второе место, провёл там три недели, и в общей сложности продержался в хит-параде 18 недель. По итогам 1980 года этот сингл занял в Великобритании пятое место по продажам.
4 мая 1980 года «Ottawan» выпустил второй сингл «You’re OK». Как и первый релиз группы, он сразу содержал две версии песни — англоязычную и франкоязычную «T’es OK». Не получив большого признания за рубежом, этот сингл у себя на родине занял первое место, продержавшись в десятке 16 недель. По состоянию на 13 октября 2010 года «T’es Ok» занимает 37-ю строчку в списке тысячи наиболее продаваемых синглов во Франции.
В 1980 году «Ottawan» выпускает альбом «D.I.S.C.O.», куда, кроме одноимённой песни и «T’es OK», вошли композиции «Shalala Song», «Hello Rio!» и другие.
Следующим большим успехом «Ottawan» на родине стал сингл «Haut les mains (donne moi ton coeur)», вышедший в конце 1980-го. В марте 1981 он занял четвёртое место по продажам, продержавшись в десятке в общей сложности восемь недель. В марте 1981 увидела свет его англоязычная версия — «Hands Up (Give Me Your Heart)». На этот раз она вышла отдельным синглом. В июне 1981 года «Hands Up (Give Me Your Heart)» достигает второго места в Германии и проводит в хит-параде 20 недель. В сентябре 1981 эта песня поднимается до третьего места в Великобритании, задержавшись в британской «сороковке» на 15 недель. В Швеции она также добирается до второго места, а в Норвегии и Новой Зеландии попадает на первое (21 неделя в хит парадах). Также сингл занимает высокие позиции в следующих странах: Нидерланды — № 5 (11 недель), Швейцария — № 4 (8 недель), Австрия — № 3 (14 недель).
В 1981 году «Ottawan» выпустил второй долгоиграющий альбом — «2», куда, наряду с «Hands Up (Give Me Your Heart)», вошли такие композиции, как «A.I.E. Is My Song», «Crazy Music», «Shubidube Love» и другие. 15 августа альбом попадает в австрийские чарты и поднимается до 18-го места (2 недели). В СССР альбом «2», также как и некоторые синглы группы, были изданы лейблом «Мелодия».
Версия песни «You’re OK» на хинди (под названием «Jimmy Jimmy Jimmy Aaja») и с некоторыми изменениями была исполнена певицей Парвати Хан в болливудском фильме «Танцор диско», премьера которого состоялась 10 декабря 1983 года.

## Состав
- 1979—настоящее время — Патрик «Пат» Жан-Батист
- 1979—1981 — Аннетт Эльтис
- 1982—2000 — Тамара
- 2000—2001, 2009 — Кристина
- 2002—2008 — Каролина, сестра Пата
- 2010—настоящее время — Япи Изабелль

## Дискография
| №  | Название                                    | Длительность |
| -- | ------------------------------------------- | ------------ |
| 1. | «Comme Aux U.S.A.»                          | 4:50         |
| 2. | «D.I.S.C.O. (фр.)»                          | 5:02         |
| 3. | «Hello Rio!»                                | 4:27         |
| 4. | «Help, Get Me Some Help!»                   | 4:27         |
| 5. | «T’es O.K. (T’es O.K., T’es Bath, T’es In)» | 5:10         |
| 6. | «Shalala Song»                              | 3:38         |
| 7. | «Tant Que Durera La Nuit»                   | 4:20         |
| 8. | «D.I.S.C.O. (англ.)»                        | 5:07         |

| №  | Название                  | Длительность |
| -- | ------------------------- | ------------ |
| 1. | «D.I.S.C.O. (англ.)»      |              |
| 2. | «Hello Rio!»              |              |
| 3. | «Shalala Song»            |              |
| 4. | «Tant Que Durera La Nuit» |              |

| №  | Название                 | Длительность |
| -- | ------------------------ | ------------ |
| 1. | «Help, Get Me Some Help» |              |
| 2. | «You’re O.K»             |              |
| 3. | «Comme Aux U.S.A»        |              |
| 4. | «D.I.S.C.O. (фр.)»       |              |

| №  | Название                      | Длительность |
| -- | ----------------------------- | ------------ |
| 1. | «Hands Up»                    | 4:50         |
| 2. | «Siesta For Two»              | 3:58         |
| 3. | «A.I.E. Is My Song»           | 3:28         |
| 4. | «Sing Along With The Juke-Bo» | 4:00         |

| №  | Название                  | Длительность |
| -- | ------------------------- | ------------ |
| 1. | «Crazy Music»             | 5:30         |
| 2. | «It's A Top Secret»       | 3:16         |
| 3. | «Shubidube Love»          | 2:50         |
| 4. | «Doudou Rumba»            | 3:35         |
| 5. | «Hands Up (Instrumental)» | 0:45         |

## Хит-парады
| «D.I.S.C.O.»   | «D.I.S.C.O.» | «D.I.S.C.O.» | «D.I.S.C.O.» |
| Страна         | Пик          | Недели       | Дата         |
| -------------- | ------------ | ------------ | ------------ |
| Австрия        | 4            | 16           | 01.08.1980   |
| Великобритания | 2            | 18           | 13.09.1980   |
| ФРГ            | 2            | 22           | 05.1980      |
| Нидерланды     | 1            | 12           | 16.08.1980   |
| Норвегия       | 1            | 20           | 1980         |
| Швейцария      | 5            | 9            | 24.02.1980   |

| «Hands Up (Give Me Your Heart)» | «Hands Up (Give Me Your Heart)» | «Hands Up (Give Me Your Heart)» | «Hands Up (Give Me Your Heart)» |
| Страна                          | Пик                             | Недели                          | Дата                            |
| ------------------------------- | ------------------------------- | ------------------------------- | ------------------------------- |
| Австрия                         | 3                               | 14                              | 15.06.1981                      |
| Великобритания                  | 3                               | 15                              | 29.08.1981                      |
| ФРГ                             | 2                               | 20                              | 06.1981                         |
| Нидерланды                      | 5                               | 11                              | 01.08.1981                      |
| Новая Зеландия                  | 1                               | 21                              | 31.01.1982                      |
| Норвегия                        | 1                               | 21                              | 1981                            |
| Швейцария                       | 4                               | 8                               | 17.05.1981                      |
| Швеция                          | 2                               | 10                              | 14.08.1981                      |

Среди других также выделяют такие синглы как:
- «You’re OK» — UK № 56
- «Help, Get Me Some Help!» — UK № 49